# Antonio Vinagre
Antonio Vinagre (Acará, data desconhecida – Belém, 1835) foi um lavrador, meeiro, um dos líderes do movimento Cabanagem (por independência na província do Grão-Pará em 1835), ex-comandante do Forte do Castelo (em Belém).
Foi um dos líderes da tomada de Belém, no primeiro levante do movimento, em 1835. Quando assassinaram o governador da época Lobo de Sousa e nomearam Clemente Malcher seu sucessor.
Quando Francisco, apoiado por Eduardo Angelim decide entregar a capital paraense ao enviado do Império. Antonio, que era na época o comandante do Forte do Castelo, retira-se com suas tropas, primeiro para Icoaraci e depois para Mosqueiro.  De onde rejeita as propostas de capitulação enviadas por seu irmão, prevendo um massacre por parte das tropas legalistas.
Os cabanos atacam Belém através de três colunas, tendo Antonio a tarefa de atacar o Arsenal de Guerra (atual Convento dos Mercedários) onde se aquartelavam as principais tropas e a artilharia adversaria. No primeiro dia de combate, Antonio Vinagre foi morto com um tiro no Largo das Mercês. Angelim assume o comando e leva os revoltosos a vitória depois de nove dias de intensa luta. Assim, os cabanos aclamam Angelim como o terceiro presidente revolucionário. Se não fosse morto em combate, Antonio Vinagre seria o terceiro presidente cabano do Grão-Pará.